# Manfréd szicíliai király
Manfréd (Venosa, 1232. – Benevento, 1266. február 26.), olaszul: Manfredi, nápolyi olasz nyelv: Manfredi 'e Hohenstaufen, németül: Manfred, szicíliai király. Hohenstaufen Anna nikaiai császárné édesbátyja és III. Jóannész nikaiai császár sógora, valamint (VII.) Henrik német király és IV. Konrád jeruzsálemi, német és szicíliai király féltestvére. A Hohenstaufen-ház tagja.

## Élete
II. Frigyes német-római császárnak és szicíliai királynak Bianca Lancia buscai őrgrófnővel folytatott házasságon kívüli kapcsolatából származó törvényesített fia. Apja elismerte törvényes fiának, és végrendeletében kinevezte a Szicíliai Királyság kormányzójává, amit bátyja, az új szicíliai király (1250), Konrád is elismert. Bátyja halála (1254) után annak fia, Konradin nevében gyakorolta tovább régensként a hatalmat, aki ekkor Németországban tartózkodott. Amikor 1258-ban elterjedt az a hír, hogy unokaöccse meghalt, királlyá kiáltotta ki magát, és 1258. augusztus 10-én Palermóban királlyá koronázták. A hír ugyan hamisnak bizonyult, de Manfréd nem mondott le királyi címéről. A Hohenstaufen-házzal szembenálló pápák kiátkozták Manfrédet, de ennek ellenére is meg tudta hosszú ideig őrizni a hatalmát, és legidősebb lánya, Konstancia házasságával, amelyet az aragón trónörökössel, Péterrel, II. Jakab aragóniai királynak és Árpád-házi Jolán magyar királyi hercegnőnek, II. András magyar király lányának a fiával kötött 1262-ben, sikerült nemzetközileg is elismertetni a királyságát. IV. Kelemen pápa azonban VIII. Lajos francia király fiának és IX. (Szent) Lajos öccsének, Károlynak, Anjou grófjának juttatta a királyságot, és ő a beneventói csatában 1266. február 26-án legyőzte Manfrédot, aki a csatában életét vesztette. Manfréd családját, feleségét, kiskorú gyermekeit a győztes fogságba vetette, fiait megvakíttatta, akik halálukig nápolyi fogságban maradtak, míg lányai később visszanyerhették a szabadságukat. Legidősebb lánya, Konstancia ekkor már aragóniai királynéként távol élt apjától, de családja veszte mély nyomot hagyott a lelkében, és csak az alkalomra várt, hogy visszavágjon az Anjouknak.
Anjou Károly elfoglalta az egész Szicíliai Királyságot, és székhelyét Nápolyba tette. Manfréd unokaöccse megpróbálta visszaszerezni a Hohenstaufenek királyságát 1268-ban, de Anjou Károly őt is legyőzte, fogságba ejtette, és lefejeztette. 1282-ben Manfréd veje, III. Péter aragóniai király a Szicíliai vecsernye néven elhíresült felkelés révén visszafoglalta Szicília szigetét az Anjouktól, bár az egész Szicíliai Királyságot nem sikerült elfoglalnia, de a két Szicília megosztottsága 1816-ig fennmaradt, mikor újra hivatalosan is egyesítették a két független országrészt. A két Szicíliai Királyság hivatalosan csak 1302-ben ismerte el egymást.
Manfrédot először a beneventói csatatéren temették el, majd a Garigliano-folyó partján helyezték végső nyugalomra.

## Gyermekei
- 1. feleségétől, Beatrix savoyai hercegnőtől (1223–1259), IV. Amadé savoyai gróf leányától, III. Manfréd saluzzói őrgróf özvegyétől,[4] 1 leány:
  - Konstancia (1249–1302), férje 1262-től Aragóniai Péter (1239–1285), 1276-tól III. (Nagy) Péter néven aragón király, I. Péter néven szicíliai király Palermóban (1282–1285), I. Jakab aragón királynak és Árpád-házi Jolán magyar királyi hercegnőnek, II. András magyar király lányának a fia, 6 gyermek, többek között:
    - Aragóniai Jakab (1267–1327), I. (Igazságos) Jakab néven szicíliai király Palermóban: (1285–1295), 1291-től II. Jakab néven aragón király
    - Aragóniai Frigyes (1271/72–1337), II. Frigyes néven szicíliai király Palermóban: (1296–1337)
    - Aragóniai Jolán (1273–1302), férje Anjou Róbert (1277/78–1343) szicíliai trónörökös Nápolyban, I. (Bölcs) Róbert néven szicíliai király Nápolyban: (1309–1343),[5] 2 gyermek
- 2. feleségétől, Angelina Ilona (1242–1271) epiruszi úrnőtől, II. (Angelosz) Mihály epiruszi despota lányától, 5 gyermek:
  - Beatrix (–1307/08), férje IV. Manfréd saluzzói őrgróf (1262–1340), Savoyai Beatrix szicíliai királyné és III. Manfréd saluzzói őrgróf unokája, 2 gyermek
  - Henrik (1262–1318), megvakították, nápolyi fogságban halt meg, nem nősült meg, gyermekei nem születtek
  - Frigyes (–1312 után), megvakították, nápolyi fogságban halt meg, nem nősült meg, gyermekei nem születtek
  - Enzio (–1301 előtt), megvakították, nápolyi fogságban halt meg, nem nősült meg, gyermekei nem születtek
  - Flordelis (–1297 után) szicíliai hercegnő, nem ment férjhez, gyermekei nem születtek
- Ismeretlen nevű ágyasától, 1 leány:
  - Beatrix, Rainieri della Gherardesca, Donoratico grófja